# Horst aan de Maas
Horst aan de Maas (limburguès Hoars aon de Maas) és un municipi de la província de Limburg, al sud-est dels Països Baixos. L'1 de gener del 2009 tenia 29.324 habitants repartits sobre una superfície de 122,55 km² (dels quals 2,57 km² corresponen a aigua). Limita al nord amb Venray, Meerlo-Wanssum i Bergen, a l'oest amb Deurne, a l'est amb Arcen en Velden i al sud amb Sevenum i Venlo.

## Nuclis
America, Broekhuizen, Broekhuizenvorst, Griendtsveen, Grubbenvorst, Hegelsom, Horst, Lottum, Melderslo, Meterik.